# Кензи, Абдельхани
Абдельхани́ Кензи́ (род. 27 сентября 1973) — алжирский боксёр, представитель средней и полутяжёлой весовых категорий. Выступал за сборную Алжира по боксу в конце 1990-х — первой половине 2000-х годов, двукратный бронзовый призёр Всеафриканских игр, победитель и призёр турниров международного значения, участник двух летних Олимпийских игр.

## Биография
Абдельхани Кензи родился 27 сентября 1973 года.
Первого серьёзного успеха на взрослом международном уровне добился в сезоне 1997 года, когда вошёл в состав алжирской национальной сборной и побывал на чемпионате Международного совета военного спорта в Сан-Антонио, откуда привёз награду бронзового достоинства, выигранную в первой средней весовой категории.
В 1999 году в среднем весе выиграл бронзовую медаль на Всеафриканских играх в Йоханнесбурге.
Благодаря череде удачных выступлений удостоился права защищать честь страны на летних Олимпийских играх 2000 года в Сиднее, тем не менее, провёл здесь только один бой — в стартовом поединке категории до 75 кг со счётом 9:19 потерпел поражение от румына Адриана Дьякону и сразу же выбыл из дальнейшей борьбы за медали.
После сиднейской Олимпиады Кензи остался в составе боксёрской команды Алжира и продолжил принимать участие в крупнейших международных турнирах. Так, в 2001 году он боксировал на Средиземноморских играх в Тунисе и на чемпионате мира в Белфасте, где уже в 1/8 финала со счётом 14:33 уступил россиянину Андрею Гоголеву, в скором времени ставшему чемпионом мира.
В 2002 году одержал победу на международном турнире «Золотой пояс» в Бухаресте.
В 2003 году завоевал бронзовую медаль на Всеафриканских играх в Абудже, тогда как на мировом первенстве в Бангкоке добрался до четвертьфинала, проиграв сербскому боксёру Николе Сьеклоче.
На африканской олимпийской квалификации в Касабланке одолел всех своих соперников в зачёте полутяжёлой весовой категории и за счёт этой победы прошёл отбор на Олимпийские игры 2004 года в Афинах. На Играх благополучно преодолел первого оппонента, однако в 1/16 финала встретился с представителем Узбекистана Уткирбеком Хайдаровым и проиграл ему со счётом 19:31. Вскоре по окончании этих соревнований принял решение завершить спортивную карьеру.